# Zythos erotica
Zythos erotica là một loài bướm đêm trong họ Geometridae.